# NK Rakovec
NK Rakovec, hrvatski nogometni klub

## Povijest
U Rakovcu 1975. godine skupina entuzijasta predvođeni tadašnjim predsjednikom Stjepanom Blažinčićem osniva NK Rakovec. NK Rakovec se tada dugi niz godina natječe u 1. i 2. županijskoj nogometnoj ligi do 2015. godine kada ulazi u Jedinstvenu županijsku nogometnu ligu Zagrebačke županije, kroz to vrijeme se ujedno radi na razvijanju infrastrukture i nadogradnji prostorija.
Nk Rakovec zadnje tri godine nastupa u Jedinstvenoj nogometnoj ligi Zagrebačke županije što je najveći rang (na prostoru bivše općine Vrbovec) iza nogometnog kluba Vrbovca koji godinama nastupa u 3. HNL – Zapad. 
Klub trenutno ima 111 članova u pet kategorija, limači, pioniri, juniori, seniori i veterani.